# Vada landskommun
Vada landskommun var en tidigare kommun i Stockholms län.

## Administrativ historik
När 1862 års kommunalförordningar trädde i kraft inrättades cirka 2 400 landskommuner i Sverige. Därtill kom 89 städer och 8 köpingar. Som grund för landskommunerna låg den gamla sockenindelningen.
I Vada socken i Vallentuna härad i Uppland inrättades då denna kommun.
I samband med den riksomfattande kommunreformen 1952 uppgick den i Össeby landskommun som 1971 uppgick i Vallentuna kommun.